# Бузина червона
Бузина́ черво́на (Sambucus racemosa) — листопадний кущ роду бузина родини пижмівкових (раніш відносили до жимолостевих), заввишки 2—4 м.

## Морфологічна характеристика
Гілки з буруватою серцевиною.
Листки супротивні, непарноперисті, з 5—7 яйцеподібно-ланцетними, пилчастими листочками.
Квітки двостатеві, правильні, дрібні, зеленувато-жовті, всі на ніжках, зібрані в яйцеподібну, щільну, спрямовану вгору волоть.
Плід — червона кістянка. Квітне у травні — червні, плоди достигають у серпні — вересні.

## Поширення
Росте в лісах, чагарниках, на скелях у Карпатах, на Прикарпатті, рідше на Західному
Поліссі та в Лісостепу. На півдні України вирощують як декоративну рослину.

## Сировина
Використовують квітки. Рослина неофіцинальна.

## Хімічний склад
Квітки бузини червоної містять флавоновий глікозид рутин, дубильні речовини, цукри (глюкозу і фруктозу), сліди ефірної олії.

## Фармакологічні властивості і використання
В народній медицині квітки бузину використовують як потогінний, проносний та протизапальний засіб.
Листя і кора виявляють проносну і блювотну дію.
Водний теплий настій і спиртову настойку квіток використовують як потогінний засіб при простудних захворюваннях, бронхіальній астмі та інших хворобах дихальних шляхів, при головному болі, ревматизмі. Кисіль із плодів використовують як проносний засіб.
Зовнішньо відвар квіток використовують при ангінах і запальних процесах ротової порожнини (у вигляді полоскань).
Рослина проявляє інсектицидну та фітонцидну активність, у зв'язку з чим настій листя використовують у боротьбі проти шкідників.

## Галерея

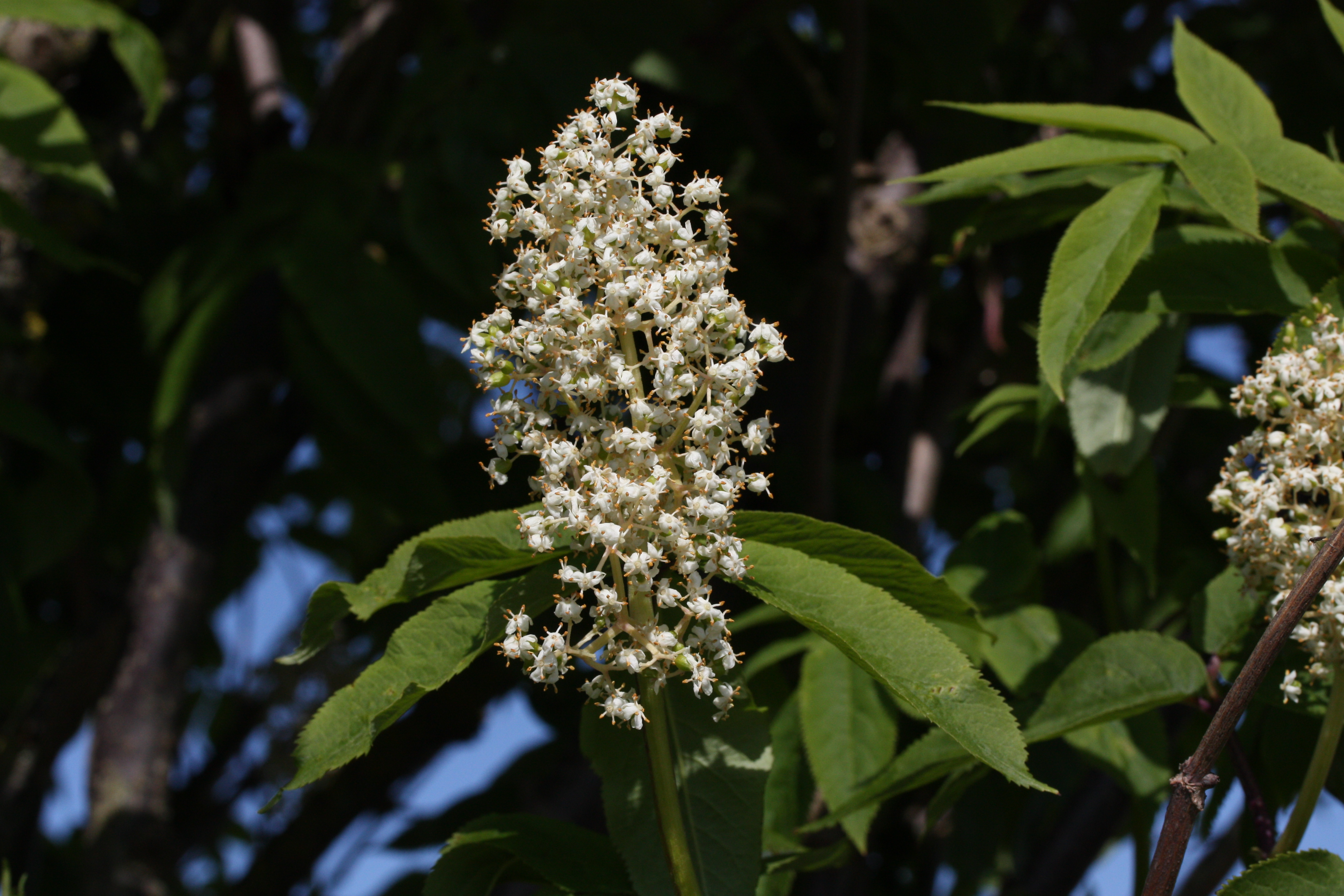
Квіти
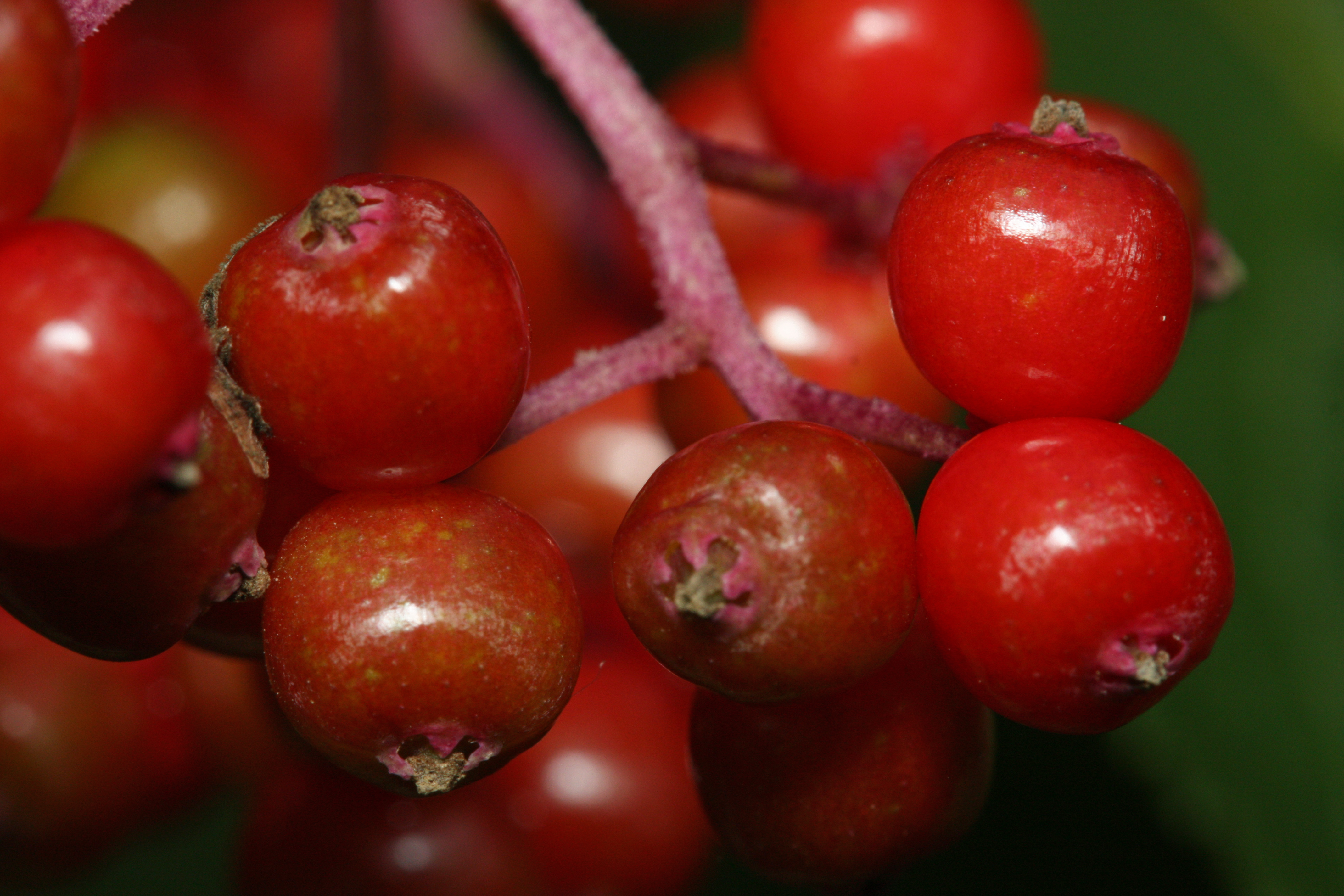
Плоди